# Una Lucy Fielding

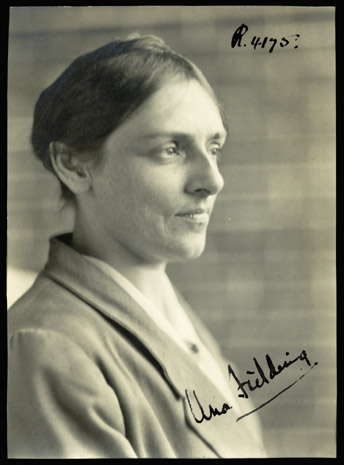
Una Lucy Fielding

Una Lucy Fielding (* 20. Mai 1888 in Wellington, New South Wales, Australien; † 11. August 1969 in St Pancras, London, Vereinigtes Königreich) war eine australische Neuroanatomin.

## Leben
Fieldings Vater, Sydney Glanville Fielding, war anglikanischer Geistlicher und Schriftsteller, die Mutter Lucy Frances, geb. Johnson, erzog ihre sechs Kinder. 1893 wurde Fielding an einer Privatschule eingeschult und von 1900 an besuchte sie die St Catherine‘s Clergy Daughters‘ School in Waverley, einem östlichen Vorort von Sydney, New South Wales. Nach Abschluss der Schule gewann sie 1907 ein Stipendium an der Universität Sydney. Dort studierte sie Kunst und schloss 1910 mit dem Bachelor of Arts ihr Studium ab. 6 Jahre lang unterrichtete sie dann Französisch und Englisch als eine governess am Kelvin Colleg, (Neutral Bay) und in Ravenswood (Gordon).

### Medizinisches Wirken
Fieldings eigentlicher Wunsch jedoch war Medizin zu studieren. So kehrte sie an die Universität von Sydney zurück und schloss 1919 ihr Medizinstudium mit dem Bachelor of Science (BSc) ab. 1922 erwarb sie den Bachelor of Medicine (MB), sowie den Master of Surgery (ChM).
Im Juli 1923 reiste sie nach England. Dort arbeitete sie, zunächst undotiert, bis 1927 als Demonstrator im Department of Anatomy des University College London (UCL). In den dortigen Laboratorien erlernte sie grundlegende Techniken und Fertigkeiten in der Neurohistologie. Dieses Fach vertrat sie mit hoher Kompetenz und war bald wegen ihres enzyklopädischen Wissens und ihrer großen Erfahrung in vielen histologischen Techniken bekannt und gefragt.
1927 begab sie sich in die USA. Dort war sie dann für längere Zeit neuroanatomischer Demonstrator der University of Michigan in Ann Arbor. 1928 bis 1929 wurde sie an die Amerikanische Universität Beirut (Libanon) als „acting Professor“ für Histologie und Neurologie berufen.
Zurück nach England lehrte sie seit 1928 Neuroanatomie am University College London und wurde 1935–1937 zum appointed reader der angesehenen Neuroanatomie. Neben der Forschungsarbeit unterrichtete sie Medizinstudenten, die sich im klinischen Teil ihrer Ausbildung befanden und supervidierte Postgraduates. Zudem lehrte sie Anatomie und Physiologie des Nervensystems für Psychologiestudenten und klinische Anthropologie für Studenten der Archäologie und Ägyptologie.
Wissenschaftlich erfolgreich hoffte Una Fielding ein Buch über vergleichende Neuroanatomie herauszugeben. Hierfür hatte sie eine große Sammlung detaillierter Zeichnungen und Notizen angelegt. Aber der Beginn des Zweiten Weltkriegs verhinderte ihr Vorhaben, da sie als amtierende Leiterin der Neuroanatomie der UCL die Evakuierung aller Medizinstudenten und Mitarbeiter aus London organisieren musste. Durch die Folgen eines Bombenangriffs verlor sie sämtliche Zeichnungen und Notizen zu ihrem Buchvorhaben.
Nach dem Ende des Krieges im April 1947 wurde sie assistant professor of anatomy an der neu gegründeten Farouk 1st University in Alexandria, Ägypten. Im Rahmen politischer Umorientierung der Ägyptischen Regierung, die sich gegen den Verbleib von expatriates wendete, wurde sie 1951 ausgewiesen und verließ Ägypten im Februar 1952. Dabei verlor sie ein weiteres Mal alle Aufzeichnungen ihrer jüngsten wissenschaftlichen Forschungsarbeiten.
Wieder in London übernahm sie, obwohl inzwischen mehr als 60 Jahre alt, den Unterricht an den medizinischen Schulen der Universität von London (UCL). Zuerst am St. Mary’s Hospital und später am St. Thomas’s Hospital. Dort reorganisierte sie das Hunterian Museum des Royal College of Surgeons, inventarisierte und katalogisierte die 1902 begonnene umfangreiche Sammlung neuroanatomischer Präparate und Zeichnungen.
Als Mitglied der British Federation of University Women verbrachte sie ihr weiteres Leben in Crosby Hall, bis sie im Alter von 81 Jahren am 11. August 1969 im Krankenhaus St. Pancras verstarb.

## Wissenschaftliche Bedeutung
Seit 1923 Mitglied der Anatomical Society of Great Britain and Ireland, publizierte sie ab 1925 in den Mitteilungen der Anatomical Society (z. B. über das Gehirn der Beutelmulle (Notoryctes)). Wissenschaftlich erfolgreich konnte sie ihre fundamentalen Kenntnisse in der Herstellung histologischer Präparate und ihr profundes Wissen in die Forschungsarbeit, die sie, angeregt durch Grafton Elliot Smith (UCL) an der UCL, zusammen mit Grigore T. Popa betrieb, einbringen. Bei der Interpretation der am Gehirn von Beutelmullen durchgeführten histologischen Serienschnitten klärte sie vorerst die Gefäßarchitektur der Hypophyse und des Hypothalamus. Beide, Popa und Fielding, beschrieben als Erste eine venöse Verbindung zwischen Hypophysenvorderlappen und Hypothalamus, die Hypophysenpfortader. Sie sahen mehr als ein Dutzend Venen aus der Pars tuberalis der Hypophyse in den Trichterlappen und von dort aus in das Tuber cinereum des Hypothalamus ziehen. Popa und Fielding interpretieren die Strömungsrichtung als eine zentripetale, vom Hypophysenvorderlappen zum Hypothalamus verlaufend.
Ihre grundlegenden Forschungsergebnisse wurden zwischen 1930 und 1933 in verschiedenen medizinischen Fachzeitschriften veröffentlicht. Sie belebten die Hypothalamus- und Hypophysenforschung der Zeit maßgeblich, da durch Popa und Fielding erstmals die Gefäßverbindung zwischen Hypophyse und Hypothalamus anatomisch und histologisch nachgewiesen worden war und so die Konzeption einer Hypothalamus-Hypophysen-Gonadalen Achse Gestalt annehmen konnte.

## Publikationen
- G. T. Popa, U. Fielding: Hypophysio-Portal Vessels and their Colloid Accompaniment. In: Journal of anatomy. Band 67, Januar 1933, S. 227–232, PMID 17104419, PMC 1249341 (freier Volltext).
- G. T. Popa, U. Fielding: The vascular link between the pituitary and the hypothalamus. In: The Lancet. 1930;216 (5579), S. 238–240.